# Saab-Valmet Horizon

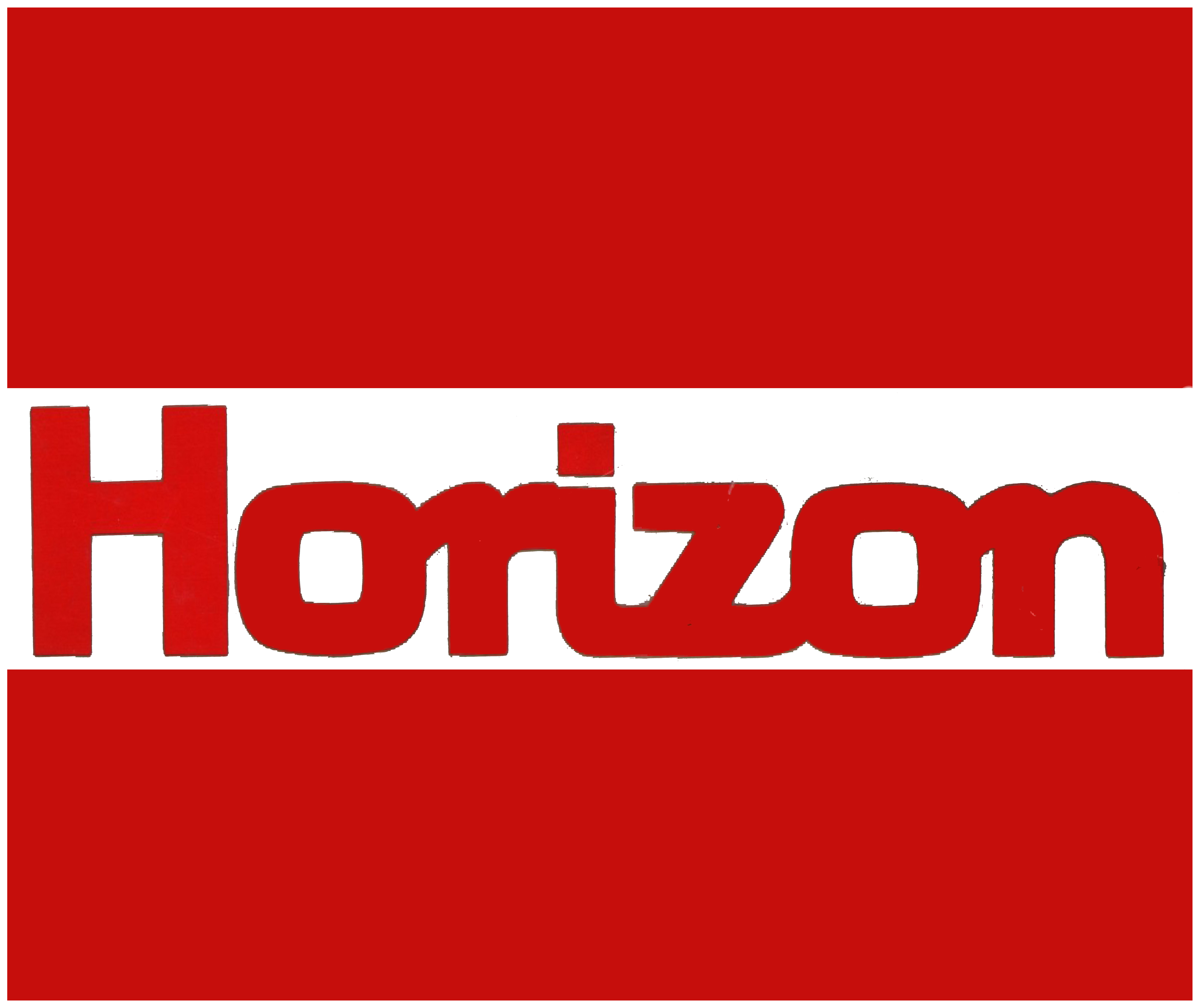
Markenzeichen des Horizon-Vertriebs von ScanAuto in Finnland

Der Horizon war ein von Saab-Valmet gebautes Auto, das auf dem Talbot Horizon basierte. 
Anfang 1979 begann die Herstellung in Finnland. Die von Saab-Valmet hergestellten Fahrzeuge wurden von Scan-Auto, einer 50-%-Tochter von Saab-Scania, nur in Finnland vertrieben. Die Modellbezeichnung Horizon wurde dafür zum Markennamen erhoben. Das Markenzeichen entsprach dem von Saab, nur war es rot statt blau gehalten und enthielt den Schriftzug „Horizon“. 
Äußerlich unterschied sich der Saab-Valmet Horizon hauptsächlich durch die von Saab bekannten Sicherheitsstoßstangen. Dazu kam die obligatorische Scheinwerfer-Wischanlage. Die Heckklappe war von Windleitprofilen eingefasst, wodurch ein Heckwischer überflüssig wurde. Das Fahrwerk war verstärkt und die Radhäuser durch Kunststoff-Innenkotflügel geschützt.
Es gab die Modellvarianten GL (1294 cm³, 67 PS), GLS (1442 cm³, 85 PS) und Petro (1442 cm³, 60 PS). Der Motor des Horizon Petro war nur 7,8:1 verdichtet. Dadurch ließ er sich mit Motorpetroleum betreiben. Zum Anlassen und zum Beschleunigen benötigte er allerdings Normalbenzin. Er besaß daher zwei Tanks, einen mit 45 Liter Fassungsvermögen für das Motorpetroleum und einen mit 12 Litern für Benzin.
Der Innenraum unterschied sich bei den Versionen ab Juli 1982 durch Vordersitze, die denen von Saab nachempfunden waren. Ebenfalls den Saab-Modellen entsprachen die Polsterstoffe, die Nähte und die Lackfarben. 
Im Sommer 1982 erhielt der Horizon ein Facelift. Im letzten Jahr war zusätzlich ein Dieselmotor von Peugeot erhältlich. Eine verlängerte Version, die im Werksmuseum steht, blieb ein Einzelstück.

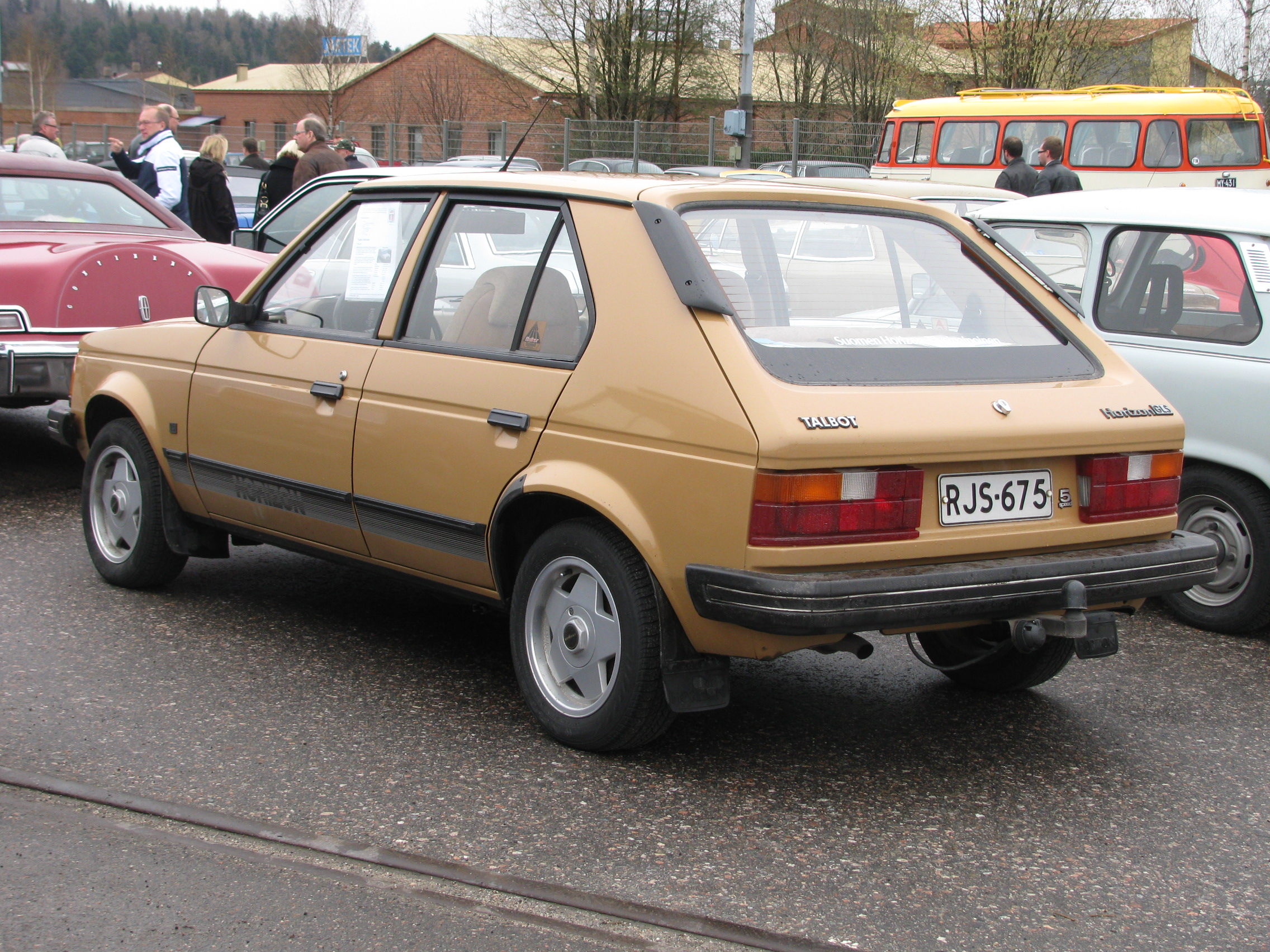
Heckansicht
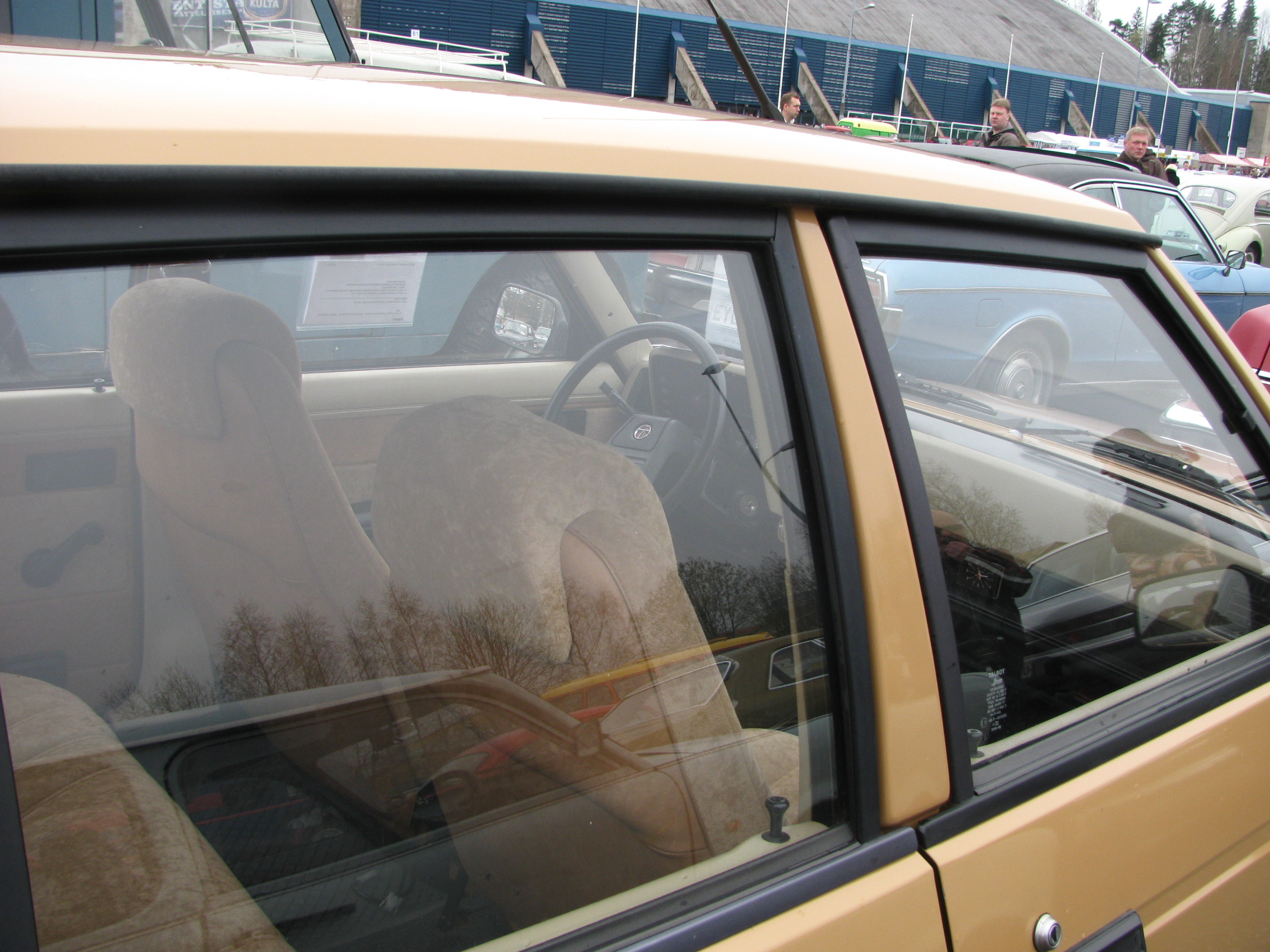
Innenraum

Die Produktion wurde Anfang 1987 eingestellt. Da Saab die Kapazität in der zweiten Hälfte der 80er Jahre allein benötigte, passte es gut, dass Markeneigner PSA Talbot vom Markt nehmen wollte. Scan-Auto ersetzte den Horizon durch den Vertrieb von Seat-Fahrzeugen.